# 2023年ウクライナの反転攻勢
2023年ウクライナの反転攻勢（2023ねんウクライナのはんてんこうせい、英語: 2023 Ukrainian Counteroffensive）は、ウクライナに対してロシア連邦が2022年から続けている侵略戦争において、ロシア連邦軍に占領されている領土を奪還すべく、ウクライナ軍が2023年6月8日頃に開始した反攻作戦である。これらの作戦はドネツィク州やザポリージャ州などを含む複数の方面に対して行われた模様である。

## 背景
ウクライナは2022年ウクライナ夏季の反転攻勢でヘルソン州のドニプロ川右岸を、2022年ウクライナの東部反攻でハルキウ州の大半を奪還し、ドネツィク州、ルハンシク州でも東進した。その後、前線での地上戦闘の大部分は停滞し、2023年前半にはドネツィク州におけるバフムートの戦いが焦点となった。その間にロシアは、ウクライナによる反転攻勢に備えて全長800キロメートルの防衛線を構築した。この防衛線は塹壕、地雷原、対戦車障害物「竜の歯」が組み合わされている。ウクライナのウォロディミル・ゼレンスキー大統領は反攻開始後の英国BBCによる取材に対して、ロシアが敷設した地雷原は20万平方キロメートルに及ぶとの推計を明らかにしている。

## 前兆
反攻作戦の数日前に、ウクライナ軍はロシアに占領された領土で、ロシアの防御力を試す「形成作戦」を実施した。2023年6月3日、ウクライナのウォロディミル・ゼレンスキー大統領はウクライナは反攻作戦を実施する準備が完了していると述べた。翌日、ウクライナ当局は反攻作戦での危険を減らすために「反攻作戦について沈黙するよう」を宣言した。6月6日、ドニプロ川のカホフカダムが破壊され（カホフカダム破壊事件）、下流域が浸水し、クリミアへの水の供給量が減少した。反攻作戦が開始されると、ロシア連邦軍は救助隊が洪水による住人の避難を行っていたヘルソンを砲撃した。

### 反転攻勢前の作戦
6月5日までに、ロシアの軍事ブロガーによってウクライナがドネツィク州南部の戦闘が継続しているヴフレダールとヴェリカ・ノヴォシルカの間のノヴォ・ドネツィク地域に集中して、ウクライナ東部への攻勢を加速させたことが報告された。ウクライナの国防次官のハンナ・マリャルはウクライナ軍がバフムート地域で最大1マイル前進したと述べた。ウクライナ当局はこのことについて殆ど沈黙を保ったが、この攻撃的行動が待望の反攻作戦の始まりであるとの憶測が流れた。ウクライナ領ザポリージャ州の、ロシアが任命した州政府の当局者は、ウクライナ軍がロシアの前線を突破してアゾフ海に到達することを狙っていると述べた。
6月3日以来、ウクライナの第37独立海軍歩兵旅団は前線にあるドネツィク州のノヴォ・ドネツィク集落周辺でゆっくりだが一貫した攻撃行動を行った。海軍歩兵旅団は主に砲兵を利用して、また装甲兵員輸送車による海軍歩兵旅団の迅速な前線への輸送とロシアの砲兵を攻撃が実行できない程の距離まで撤退させることによって、装甲支援が無いながらドンバスの親ロシア派分離主義勢力のボストーク大隊を撤退させることができた。

#### バフムート
2023年5月、ウクライナ軍はバフムートにおける大規模な戦闘の一部として、バフムートの側面への「局地的」反転攻勢を実行した。5月12日、ウクライナ軍はバフムートの北西約4キロメートル (2.5 mi)にあるベルヒウシケ貯水池の南岸からロシア軍を撤退させた。ウクライナは2023年5月16日から5月18日までの間に更なる戦果を主張し、バフムート郊外の南部と北部20平方キロメートル (7.7 sq mi)を解放したと述べた。
2023年6月5日以来、ウクライナ軍はバフムートとその周辺で反転攻勢を行った。同日、ウクライナ軍がバフムートの北方のベルキフカの村の一部を奪還したと報じられた。ウクライナ軍はバフムートの側面の更に周辺に前進し、北方のオリホヴォ・ヴァシリウカとパラスコヴィーウカに向けて200メートルから1,600メートル、南西のイバニウシケ付近とクリシチウカ周辺に向けて100メートルから700メートル前進したと主張した。ウクライナ軍当局者は、ウクライナ軍がバフムートの北側と南側の側面の周辺を300メートルから1キロメートル前進したと述べた。2023年6月6日、ベルキフカ付近でウクライナの更なる反転攻勢が報告され、ウクライナは6月7日にバフムート付近で更に200メートルから1,000メートル前進したと主張した。

## 反転攻勢

### ドネツィク戦線
6月8日、ウクライナ軍はバフムート方向に200メートルから1.1キロメートル (0.68 mi)前進し、6月9日に更に限定的な前進を行った。6月10日までに、ウクライナ軍はバフムート戦線の様々な不特定の地域で最大1,400メートル前進し、ベルキフカとヤヒドネで激しい戦闘を行った。6月9日までに、ウクライナ軍はアンドリーウカの西方のドネツ川運河の西岸に沿って前進し、第57独立親衛自動車化狙撃旅団と "Storm-Z" 懲罰部隊を運河にあった彼らの陣地から撤退させた。
6月8日、ウクライナ軍はドネツィク州とザポリージャ州の境界で反転攻勢を行い、ヴェリカ・ノヴォシルカ方向で戦闘が発生したことが報告された。6月9日までに、ウクライナ軍はヴェリカ・ノヴォシルカ近郊にあるブラホダトネのドネツィク州とザポリージャ州の境界で僅かに前進し、ロシア軍はストロジェベの西側の陣地から撤退した。6月10日、ロシアの情報筋はウクライナがネスクチネ付近に前進したと述べ、6月11日にロシアの情報筋はネスクチネからロシア軍が撤退したと発表し、後にウクライナ軍は都市が解放されたことを確認した。ネスクチネと共に、マカリウカの集落も解放されたと報告された。ウクライナのドローン映像は、ロシア軍がストロジェベ付近の陣地から撤退したことを示している。ウクライナは1週間の戦闘後、ヴェリカ・ノヴォシルカ周辺の95平方キロメートル (37 sq mi)領土を奪還したと考えられている。
6月11日、第68独立猟兵旅団は数個のウクライナ領土防衛隊と共にブラホダトネの村を解放し、反攻作戦中にウクライナ軍によって解放された3番目の集落となった。同日遅く、近隣のマカリウカの村もウクライナ軍によって解放されたことがプレスリリースで確認された。ウクライナ軍は合計で300メートルから1,500メートル前進した。さらに、ハンナ・マリャルは6月11日にウクライナ軍がバフムート戦線でベルキフカ貯水池沿いに250メートル前進したと発表した。しかし11月9日、戦争研究所はロシア軍の反撃によってベルキフカ貯水池周辺は奪回され、ボダニフカ方面に向けて大幅に押し戻されたとした。
戦争研究所は6月10日から6月11日にかけて、ウクライナ軍がドネツィク南部のマカリウカ、ネスクチネ、ブラホダトネ、ストロジェベ、ノヴォダリフカを解放したと評価したが、現時点でウクライナの「突破」というには時期尚早であると繰り返した。戦争研究所はまた、この前進は主にドンバスの親ロシア派分離主義勢力の「カスケード」作戦戦闘陣形、第127自動車化狙撃師団及び第336独立親衛海軍歩兵旅団を含む第5諸兵科連合軍の部隊に対するものであったと報告した。戦争研究所はまた、6月11日のドネツィク・アウディーイウカ戦線での第3軍団との戦闘でウクライナ軍が僅かに勝利を収めたと報告した。

### ザポリージャ戦線
6月8日、ウクライナ軍はロシア軍がマラ・トクマチカ・ポロヒ防衛線を構築していたザポリージャ州のポロヒ地区のオリーヒウ周辺で反撃を開始した。攻撃は前線にある村のロボティネとヴァーボヴの周辺で行われた。ウクライナ軍は第58諸兵科連合軍とロシア連邦軍参謀本部情報総局が保持していた第1防衛線を突破し、ロシア軍は第2防衛線に後退した。ロシア軍は後に反撃を開始し、元の防衛線を取り戻した。独立系シンクタンクである戦争研究所はこの戦線の防衛を担当するロシアの南部軍管区が防衛作戦において「異例なほどの一貫性」を持って行動したと指摘した。ロシアの情報筋は、地雷の効果、制空権、電子戦システムの使用など、初期防衛の成功についての様々な説明を提供した。アメリカ合衆国の当局者とロシア国防省はこの攻撃中にウクライナ軍が「重大な損失」を被ったと報告した。アメリカ合衆国の当局者は、この損失が反攻作戦全体に影響を与えることは無いと予想していると述べた。
6月9日、オリーヒウ付近でさらなる戦闘が報告され、ウクライナ軍はレオパルト2戦車とブラッドレー戦闘車の混合部隊でザポリージャ州のトクマクに向けて進撃を開始した。地雷原で複数台破壊され、今回の戦争における同戦車の初の被撃破報告となった。ウォロディミル・ゼレンスキーはウクライナ東部でのウクライナ軍の「戦果」を祝福した。ウクライナ軍がロブコベ付近で活動しているのが目撃され、ロシアの軍事ブロガーはウクライナ軍がザポリージャ州のオリーヒウの南部に位置するロブコベとロボティネを奪還したと主張した。
6月10日までに、ウクライナ軍はロブコベの南と西、ノヴォポクロフカの西を更に奪還した。6月11日、戦争研究所は第58諸兵科連合軍の第19自動車化狙撃師団が「ツァーリの狼」部隊、南オセチアの「ストーム・オセチア」部隊、「アラニア」部隊と共にロブコベを維持できず撤退し、村はウクライナの手に渡ったと報告した。
6月13日、ロシア国防省は複数のレオパルト2戦車及びブラッドレー歩兵戦闘車を鹵獲したと発表した。

## 分析
ウクライナの反転攻勢はノルマンディー上陸作戦（D-デイ）と比較され、この作戦はこの戦争の重大な瞬間と見做された。
反転攻勢での勝利は西側諸国の指導者によって、西側諸国のウクライナへの軍事支援が正当であり、ウクライナが勝利することが可能であると解釈され、西側諸国の軍事支援の継続を推奨することになると予想される。攻撃の具体的目標によっては、反転攻勢での勝利によってこの戦争でのロシアの戦略的地位が弱まる可能性がある。
6月9日、戦争研究所は誰が実際に防衛作戦を担当しているかについて、ロシアの情報空間内で混乱が生じていると評価した。アレクサンダー・ロマンチュク、ミハイル・テプリンスキー、セルゲイ・クゾブレフ、ワレリー・ゲラシモフの誰もが地区司令官になる可能性があるとの憶測があり、戦争研究所は「重複が起こりうる」司令官がいると評価している。戦争研究所はまた、6月9日の時点でウクライナは反転攻勢に彼らの全備蓄と西側諸国の装備を投入しておらず、それまでに被った物的損失は反転攻勢の過程に必ずしも影響を与えるものではないと評価した。
2023年6月10日、イギリス国防省は「一部の地域では、ウクライナ軍は順調に前進し、ロシアの第1防衛線を突破した可能性が高い。その他の地域では、ウクライナ軍の前進は遅かった」と述べた。
戦争研究所が引用したロシアの情報筋によると、西側諸国の供給した暗視装置などの装備は夜間の戦闘においてウクライナ軍に「戦術的な優位性」を与えている可能性がある。これにより夜間の攻撃が推奨される。一方、ロシア軍は電子戦では優位を維持しており、ウクライナの通信を阻害することができている。特に地上部隊と航空部隊の通信を阻害することができており、同時にウクライナ軍のドローンによる攻撃を減らすことと損耗率を高めることになる。
2023年12月4日、ワシントン・ポスト紙は当初の想定が外れて戦況が膠着し、反攻作戦は事実上失敗したと特集記事で報じた。また、ロシアのプーチン大統領もウクライナ軍の反攻失敗を受けて自軍に主導権が移ったと発言し、アメリカのシンクタンクである戦略国際問題研究所も反攻作戦の失敗によりウクライナは去年握っていた軍事的な主導権を失ったと評した。